# Смага, Николай Яковлевич
Никола́й Я́ковлевич Сма́га (22 августа 1938 — 28 марта 1981) — советский легкоатлет (спортивная ходьба), один из лучших мастеров спортивной ходьбы 1960—1970-х годов. Заслуженный мастер спорта СССР (1968), Чемпион Европы 1971 года в ходьбе на 20 км.

## Биография
Родился 22 августа 1938 года в селе Боброво (ныне — Сумской области).
Являлся воспитанником физкультурного коллектива пензенского завода «Химмаш». В 1965—1971 годах выступал за «Труд» (Пенза), а с 1972 года за «Авангард» (Киев).
В 1965—1972 годах становился победителем международных соревнований в Англии, Австрии, Италии, Германии, Дании, США, Кубе.
В 1968 году стал бронзовым призёром в ходьбе на 20 км на Олимпийских играх в Мехико с результатом 1:34.03,4.
В 1966 и 1969 годах становился бронзовым призёром чемпионатов Европы в ходьбе на 20 км с результатами 1:30.18 и 1:31.20,2 соответственно, а в 1971 году он стал чемпионом Европы в ходьбе на 20 км с результатом 1:27.20,2.
В 1969—1971 годах был чемпионом СССР.
В 1972 году участвовал в Олимпийских играх в Мюнхене, где занял 5 место.
На Олимпиаде 1980 года в Москве работал арбитром и стал участником громкого скандала, когда примерно за 500 метров до финиша вынес третье последнее предупреждение своему соотечественнику Анатолию Соломину, претендовавшему на победу. Высказывались предположения, что Смага, в то время возглавлявший сборную Украины, сделал это из корыстных побуждений — он стремился получить звание заслуженного тренера и поэтому решил устранить ученика тренера-конкурента. Инцидент, как сообщается, подорвал здоровье Николая Смаги, и спустя полгода он умер — в возрасте 42 лет.

## Чемпионаты СССР
| Год  | Город   | Дистанция | Результат | Дата           | Место |
| ---- | ------- | --------- | --------- | -------------- | ----- |
| 1968 | Севан   | 20 км     | 1:33.45,0 | 12—13 августа  | III   |
| 1969 | Киев    | 20 км     | 1:29.05,8 | 17—20 августа  | I     |
| 1970 | Фрязино | 20 км     | 1:30.21,6 | 12—13 сентября | I     |
| 1971 | Москва  | 20 км     | 1:28.29,6 | 16—19 июля     | I     |
| 1972 | Москва  | 20 км     | 1:29.22,2 | 17—20 июля     | III   |

## Награды и звания
- Орден «Знак Почёта» (1969)
- Заслуженный мастер спорта СССР (1968)